# Указатель сюжетов фольклорной сказки
Указа́тель сюже́тов фолькло́рной ска́зки (индекс Аарне — Томпсона — Утера, англ. ATU Index, Сравнительный указатель сказочных сюжетов, СУС) — каталог, в котором классифицируются и систематизируются фольклорные сказочные сюжеты.
Общепризнанным указателем фольклорной сказки, отражающим международный сказочный материал, признанным в научных фольклористических кругах, стал «Указатель сказочных типов» Стита Томпсона, созданный на основе указателя Антти Аарне. Существует множество национальных, региональных указателей, указателей в научных сборниках фольклорной сказки, которые построены по системе Аарне — Томпсона. Эти указатели отражают материал национальной, региональной традиции, материал отдельных сказочных сборников.
Мотив — повторяющиеся образы, эпизоды или их сочетания максимальной протяжённости, встречающиеся в двух или более (практически — во многих) текстах.
Традиция — совокупность текстов, записанных у одной или нескольких соседних культурно близких этнических групп. Традиция состоит из одного или более мотивов.
В 2004 году вышел переработанный и дополненный указатель сказочных сюжетов по системе Аарне «Типы международных фольклорных сказок», составленный Гансом-Йоргом Утером.
Помимо существующих указателей, опирающихся на классификацию сказочного материала по системе Аарне — Томпсона, велась и ведётся работа над созданием новых указателей на основе других методов классификации. В частности, известна работа Брониславы Кербелите.
Необходимость наличия указателей сказочных сюжетов вызвана потребностью в ориентации в огромном количестве текстов сказок. Появление новых указателей, основанных на новых методах классификации сказочного материала, вызвано желанием более точного выделения сюжетных, а также мотивных типов классифицируемых сказочных фольклорных текстов.

## История создания указателей фольклорных сказочных сюжетов
Опыты классификации и систематизации сказочных сюжетов вплоть до начала XX века предпринимались неоднократно и исчисляются несколькими десятками. Однако ни один из них не был доведен до конца и не вошёл в научный обиход. Успешным оказался лишь «Указатель сказочных типов», составленный А. Аарне; в русской традиции данный труд более принято называть «Указателем сказочных сюжетов».

## «Указатель сказочных типов» Антти Аарне
Аарне, в отличие от своих предшественников, рассматривал в своём «Указателе сказочных типов» весь накопившийся материал текстов, находившийся в распоряжении науки. Этот накопившийся материал находился в нескольких европейских сборниках, из которых крупнейшим был сборник Афанасьева. Учёный издал свой указатель на немецком языке под названием «Verzeichnis der Märchentypen», в г. Хельсинки, в 1910 году, в серии FFC («Folklore fellows communications»). Аарне в основу своей классификации сказочных сюжетов положил принцип разделения текстов по жанровым разновидностям. Учёный выделил следующие группы:
1) сказки о животных;
2) собственно сказки; в группу входят следующие жанры:
А) волшебные сказки;
B) легендарные сказки;
D) сказки о глупом чёрте (великане);
3) анекдоты.
Внутри этих групп сказки объединяются в гнёзда по тематическому признаку (типу): каждая сказка (как целостный рассказ, а в ряде случаев — характерный мотив или эпизод) имеет порядковый номер (в первой группе — от 1 до 299, во второй — от 300 до 1199, и в третьей — от 1200 до 1999); в нумерации были оставлены пропуски для внесения новых сюжетов (типов). Фактически число установленных Аарне сюжетов (типов) не превышает тысячи. Аарне предусмотрел для своего указателя около 2400 номеров. Каждый сказочный тип имеет краткое описание и библиографический указатель.

### «Указатель сказочных сюжетов по системе Аарне» Н. П. Андреева
Каталог Аарне получил всемирное распространение и вошёл в международную науку. Он был переведён на многие европейские языки. На русский язык его перевёл Н. П. Андреев под заглавием «Указатель сказочных сюжетов по системе Аарне» (1929). Андреев снабдил свой указатель библиографическими ссылками на новейшие русские сборники. Названия книг давались вкратце. Сказки в книгах давались под номерами; когда было необходимо, указывалась страница. Если в сборнике сказка отдалённо напоминала интересующий тип сказки, то давался номер сказки в скобках. Андреев внёс в указатель ряд дополнений из русского материала. Точно так же поступили учёные других стран. Нововведённый материал обозначался звёздочкой «*» с правой стороны цифры. В некоторых случаях для обозначения новых сюжетов, для дополнений уже не хватало оставленных в том или ином цикле сюжетов незаполненных номеров. В таких случаях рядом с основной арабской цифрой ставились римские цифры.
Отдельные типы сюжетов разбивались на подтипы. Такие подтипы обозначаются прописными латинскими буквами справа от цифры. Так, например, сказочный тип «Мачеха и падчерица» (указатель Аарне в переводе Андреева = АА 480) разбита на шесть подтипов, обозначенных буквами А, В, С и так далее. Андреев, переводя указатель Аарне на русский язык, обнаружил, что большое количество русских сказок в нём не предусмотрено. Он ввёл эти сказки в переведённый им указатель, снабдив соответствующие номера (цифры или буквы) звёздочкой с левой стороны (например, «*64» — «Лиса топит кувшин»).

#### Пример классификации сказочного материала в «Указателе сказочных сюжетов по системе Аарне» Н. П. Андреева
480. Мачеха и падчерица.
- В. Гонимую падчерицу увозят в лес и бросают её там. Морозко, 12 Месяцев, баба-яга, леший испытывают девушку и богато награждают её за кротость, трудолюбие, терпение. Родная дочь также хочет получить подарок, но не выдерживает испытание и погибает. — Аф. 95, 96, 97, 99, 102; Худ. 13, 14; Эрл. 9; Онч. 108; Жив. стар. (317), 387; Пермск. 77; См. 155а, Кор. 11; Карн. (5); 28, 101; Оз. 23, 28; Купр. 24; Ков. 20, 21; Чкал. 195; Госп. 25; (Белом. 38); Тум. 5; Горьк. 81; Пушк. 25. — ВР 1 24

### «Типы фольклорных сказок» Стита Томпсона
Дополнения вносили некоторый разнобой и требовали учёта и упорядочения. Это было сделано американским учёным Ститом Томпсоном, который перевёл указатель на английский язык и учёл все сделанные за это время дополнения (Хельсинки, 1927). В 1964 перевод был переиздан с дальнейшими дополнениями по национальным каталогам. Многократные доработки «Указателя» Аарне (1928, 1961, 1964, 1973) сделали труд Аарне универсальным международным каталогом сказочных сюжетов, без обращения к которому не может обойтись ни один исследователь устных повествовательных традиций.
В своём нынешнем виде «Указатель» Аарне — Томпсона (AaTh) включает также ссылки на основные повествовательные мотивы (для каждого сюжетного типа) — по шеститомному «Индексу мотивов» С. Томпсона. Кроме того, он содержит отсылки не только к крупнейшим сказочным сборникам, но и также к десяткам региональных каталогов, описывающих (по системе AaTh или как-либо иначе) ту или иную национальную сказочную традицию; региональные же каталоги (как и специальные указатели к отдельным сказочным сборникам), в свою очередь, обязательно включают ссылки на AaTh.

### «Типы международных сказок» Ганса-Йорга Утера
В 2004 году увидела свет новая редакция указателя сказочных сюжетов по системе Аарне — Томпсона (Hans-Jörg Uther 2004:The Types of International Folktales. A Classification and Bibliography. Parts I—III. Helsinki). В указателе описания сказочных типов полностью переписаны и сделаны более точными. Было введено более 250 новых типов.

## «Сравнительный указатель сказочных сюжетов. Восточнославянская сказка»
Новейшим указателем русских, а также белорусских, украинских сказочных сюжетов, как было сказано, является «Сравнительный указатель сюжетов. Восточнославянская сказка». — Л., 1979. В нём делается отсылка на старую нумерацию, приведённую в «Указателе сказочных сюжетов по системе Аарне» Н. П. Андреева (например, номер «2022 В» соответствует номеру «АА *241 3»).

### Проблема систематизации типов сказок в указателе Аарне — Томпсона и пути разрешения этой проблемы
В указателях сюжета сказки, построенных по принципу классификации Аарне — Томпсона, не выдерживается систематизация типов (тип не соотносится с конкретным текстом сказки — единицы описания могут быть в середине или в конце конкретного текста, а во многих случаях возникает синонимия типов). Это связано с тем, что разработчиками указателя не решён теоретический вопрос о том, что подразумевать под понятием «тип»: «сюжет» или «мотив». Поэтому в последующих изданиях указателя дан алфавитный указатель предметов и лиц, а в случаях синонимии типов даны перекрёстные ссылки. В русском же издании указателя Аарне — Томпсона (1979) дан список возможных контаминаций, что решает в некотором роде проблему соотношения единиц описания с конкретными сказочными текстами. В электронной версии «Сравнительного указателя сюжетов. Восточноеврославянская сказка» добавлен алфавитный указатель предметов и лиц.

## «Структурно-семантическая классификация литовских народных сказок» Б. Кербелите
Бронислава Кербелите разработала структурно-семантический метод и использовала его для составления «Структурно-семантической классификации литовских народных сказок». Прежде чем приступить к классификации и систематизации многочисленного сказочного материала, учёная определила основную единицу сюжетной структуры текста и назвала её «элементарным сюжетом» (ЭС). Кербелите делит свой указатель на две части:
- в первой части «элементарные сюжеты», составляющие тот или иной сказочный сюжет, перечисляются и соотносятся с типами сказочных сюжетов указателя Аарне — Томпсона;
- во второй части «элементарные сюжеты» приводятся отдельно вне конкретных сюжетов.

Кербелите, учитывая существования доминирующих и факультативных «элементарных сюжетов», приводит во второй части указателя все возможные использования «элементарных сюжетов» в тех или иных сказочных сюжетах (порой доминирующих «элементарных сюжетов» в одном «сюжете» может быть несколько; тогда это является случаем контаминации). Таким образом Кербелите старалась решить проблему описания сюжета не в статической форме, как это делается в указателе Аарне — Томпсона, а в динамической, обращая внимание на многочисленные сюжетные варианты.

## Указатели народных сказочных сюжетов в Интернете
- Китанина Т. А. Список указателей и материалов к указателям сюжетов и мотивов.
- Сравнительный указатель сюжетов. Восточнославянская сказка. — Л., 1979
- Указатель сказочных типов к сборнику сказок Афанасьева А. Н. Т. 3 — М., 1984—1985